# Sail Rock
Sail Rock est la partie supérieure d'un édifice volcanique submergé qui s'élève à 30 mètres au dessus du niveau de la mer, et se trouve à 35 km au sud-ouest de l'Île de la Déception, dans les Îles Shetland du Sud. Ce nom, qui remonte au moins à 1822, a probablement été donné par les chasseurs de phoques.

## Toponymie
Le nom Sail Rock vient de la forme du rocher qui au loin fait penser à une voile (sail en anglais).

## Image satellite

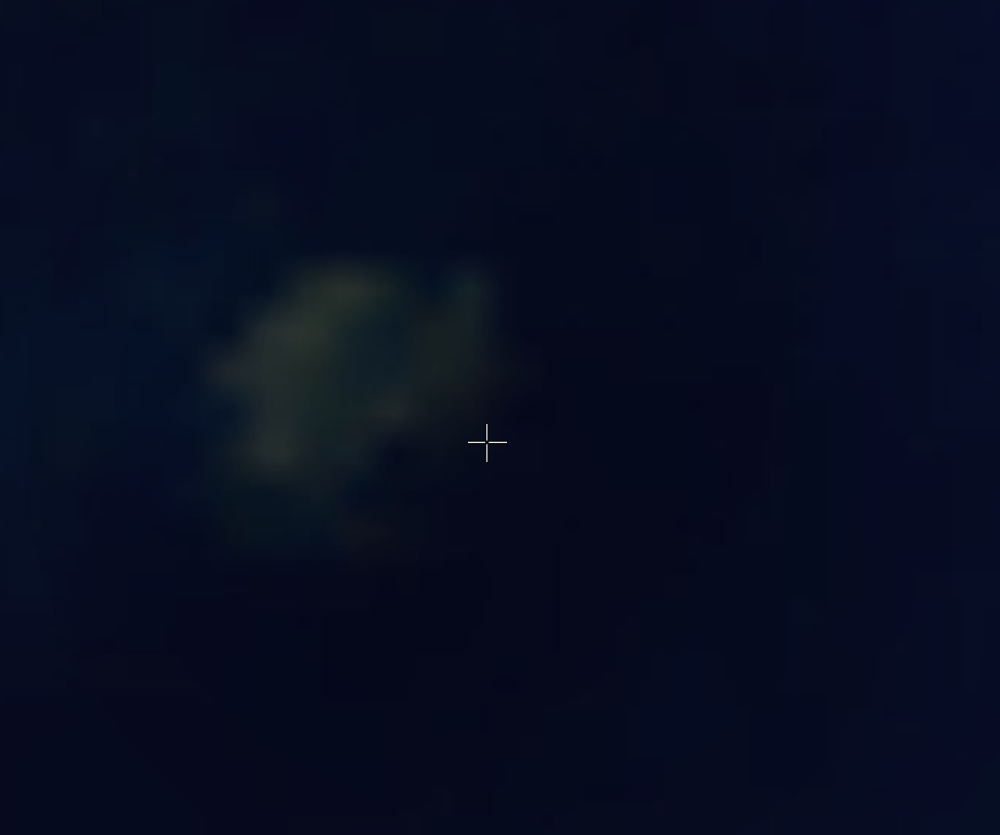
Vue aérienne de Sail Rock (matérialisé par la croix).

En juin 2016, le Daily Mail a publié une photo satellite de la roche avec la légende, "Un KRAKEN a t-il été repéré sur Google Earth ?" avec comme théories que le rocher pourrait être un calmar géant, un plésiosaure, un OVNI sous-marin et d'autres hypothèses peu probables.